# Haymon de Corbeil
Pour les articles homonymes, voir Corbeil.
Haymon de Corbeil (ou Aymond ou Haimon ou Aimon), mort le 23 mai 957, est le premier comte de Corbeil connu,.

## Biographie

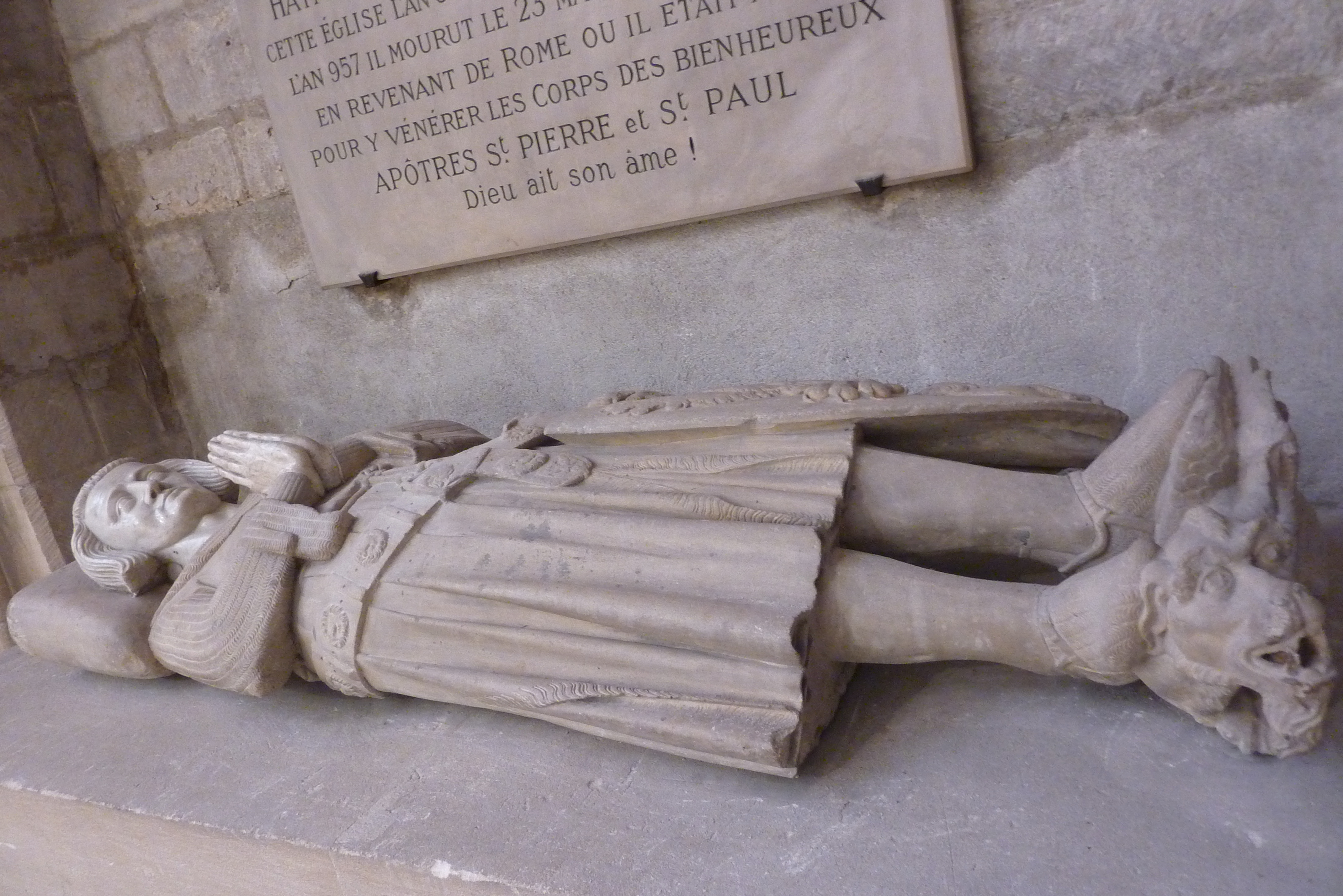
Le gisant du comte Haymon de Corbeil dans la Cathédrale Saint-Spire de Corbeil-Essonnes.

D'origine normande, Haymon est le fils d'Osmon (ou Osmond) le Danois, tuteur du duc Richard Ier de Normandie qu'il aida à se libérer de Louis d'Outremer.
En 946, Haymon reçoit du duc Hugues le Grand le comté de Corbeil et la seigneurie de Gournay-sur-Marne à l'occasion de son mariage avec Élisabeth Le Riche, dite Élisabeth de Melun, fille de Lisiard Le Riche seigneur de Sceaux-du-Gâtinais et parente d'Hedwige, la femme d'Hugues le Grand et la mère d'Hugues Capet.
En 950, le comte Haymon fait construire à Corbeil la collégiale Saint-Spire pour accueillir les reliques de l'évêque Saint Exupère, le premier évêque de Bayeux dont le nom fut par la suite déformé en « saint Spire ». 
Haymon meurt le 23 mai 957 au cours d'un pèlerinage à Rome. Son épouse Élisabeth fait ramener son corps et l'inhume dans la collégiale. Après la mort d'Haymon, Élisabeth se remarie avec Bouchard Ier de Vendôme qui devient le deuxième comte de Corbeil.

## Descendance
De son mariage avec Élisabeth Le Riche, Haymon a pour enfants,, :
- Thibaut, qui devient moine de Cormery, puis abbé de Saint-Maur-des-Fossés ;
- Aubert, père de Germaine de Corbeil, épouse de Mauger (ou Maugis) comte de Corbeil et fils de Richard Ier de Normandie[Note 1] ;
- Maurice[Note 1].

Les comtes de Corbeil
| Osmond le Danois                                   |                                                    |                                                    |                                                    |                                                    |                                                    |                                                |                                                |                                                |                                                |                                                |                                                |                                 |                                 |                               |                               |                                     |                                     |                                                        |                                                        |                                                        |                                                        |                                                        |                                                        |                      |                      |                      |                      |                              |                              |                              |                              |                              |                              |                                                     |                                                     |                                                     |                                                     |                                                     |                                                     |
|                                                    |                                                    |                                                    |                                                    |                                                    |                                                    |                                                |                                                |                                                |                                                |                                                |                                                |                                 |                                 |                               |                               |                                     |                                     |                                                        |                                                        |                                                        |                                                        |                                                        |                                                        |                      |                      |                      |                      |                              |                              |                              |                              |                              |                              |                                                     |                                                     |                                                     |                                                     |                                                     |                                                     |
| Haymond comte de Corbeil († 957)                   | Haymond comte de Corbeil († 957)                   | Haymond comte de Corbeil († 957)                   | Haymond comte de Corbeil († 957)                   | Haymond comte de Corbeil († 957)                   | Haymond comte de Corbeil († 957)                   |                                                |                                                |                                                |                                                |                                                |                                                | Élisabeth Le Riche de Vendôme   | Élisabeth Le Riche de Vendôme   | Élisabeth Le Riche de Vendôme | Élisabeth Le Riche de Vendôme | Élisabeth Le Riche de Vendôme       | Élisabeth Le Riche de Vendôme       |                                                        |                                                        |                                                        |                                                        |                                                        |                                                        |                      |                      |                      |                      |                              |                              |                              |                              |                              |                              | Bouchard 1er le Vénérable comte de Corbeil († 1007) | Bouchard 1er le Vénérable comte de Corbeil († 1007) | Bouchard 1er le Vénérable comte de Corbeil († 1007) | Bouchard 1er le Vénérable comte de Corbeil († 1007) | Bouchard 1er le Vénérable comte de Corbeil († 1007) | Bouchard 1er le Vénérable comte de Corbeil († 1007) |
| Haymond comte de Corbeil († 957)                   | Haymond comte de Corbeil († 957)                   | Haymond comte de Corbeil († 957)                   | Haymond comte de Corbeil († 957)                   | Haymond comte de Corbeil († 957)                   | Haymond comte de Corbeil († 957)                   |                                                |                                                |                                                |                                                |                                                |                                                | Élisabeth Le Riche de Vendôme   | Élisabeth Le Riche de Vendôme   | Élisabeth Le Riche de Vendôme | Élisabeth Le Riche de Vendôme | Élisabeth Le Riche de Vendôme       | Élisabeth Le Riche de Vendôme       |                                                        |                                                        |                                                        |                                                        |                                                        |                                                        |                      |                      |                      |                      |                              |                              |                              |                              |                              |                              | Bouchard 1er le Vénérable comte de Corbeil († 1007) | Bouchard 1er le Vénérable comte de Corbeil († 1007) | Bouchard 1er le Vénérable comte de Corbeil († 1007) | Bouchard 1er le Vénérable comte de Corbeil († 1007) | Bouchard 1er le Vénérable comte de Corbeil († 1007) | Bouchard 1er le Vénérable comte de Corbeil († 1007) |
|                                                    |                                                    |                                                    |                                                    |                                                    |                                                    |                                                |                                                |                                                |                                                |                                                |                                                |                                 |                                 |                               |                               |                                     |                                     |                                                        |                                                        |                                                        |                                                        |                                                        |                                                        |                      |                      |                      |                      |                              |                              |                              |                              |                              |                              |                                                     |                                                     |                                                     |                                                     |                                                     |                                                     |
|                                                    |                                                    |                                                    |                                                    |                                                    |                                                    |                                                |                                                |                                                |                                                |                                                |                                                |                                 |                                 |                               |                               |                                     |                                     |                                                        |                                                        |                                                        |                                                        |                                                        |                                                        |                      |                      |                      |                      |                              |                              |                              |                              |                              |                              |                                                     |                                                     |                                                     |                                                     |                                                     |                                                     |
| Thibaut de Corbeil                                 | Thibaut de Corbeil                                 | Thibaut de Corbeil                                 | Thibaut de Corbeil                                 | Thibaut de Corbeil                                 | Thibaut de Corbeil                                 |                                                |                                                |                                                |                                                |                                                |                                                | Aubert de Corbeil               | Aubert de Corbeil               | Aubert de Corbeil             | Aubert de Corbeil             | Aubert de Corbeil                   | Aubert de Corbeil                   |                                                        |                                                        |                                                        |                                                        | Renaud II de Vendôme                                   | Renaud II de Vendôme                                   | Renaud II de Vendôme | Renaud II de Vendôme | Renaud II de Vendôme | Renaud II de Vendôme |                              |                              | Élisabeth de Vendôme         | Élisabeth de Vendôme         | Élisabeth de Vendôme         | Élisabeth de Vendôme         | Élisabeth de Vendôme                                | Élisabeth de Vendôme                                |                                                     |                                                     |                                                     |                                                     |
| Thibaut de Corbeil                                 | Thibaut de Corbeil                                 | Thibaut de Corbeil                                 | Thibaut de Corbeil                                 | Thibaut de Corbeil                                 | Thibaut de Corbeil                                 |                                                |                                                |                                                |                                                |                                                |                                                | Aubert de Corbeil               | Aubert de Corbeil               | Aubert de Corbeil             | Aubert de Corbeil             | Aubert de Corbeil                   | Aubert de Corbeil                   |                                                        |                                                        |                                                        |                                                        | Renaud II de Vendôme                                   | Renaud II de Vendôme                                   | Renaud II de Vendôme | Renaud II de Vendôme | Renaud II de Vendôme | Renaud II de Vendôme |                              |                              | Élisabeth de Vendôme         | Élisabeth de Vendôme         | Élisabeth de Vendôme         | Élisabeth de Vendôme         | Élisabeth de Vendôme                                | Élisabeth de Vendôme                                |                                                     |                                                     |                                                     |                                                     |
| Mauger de Normandie comte de Corbeil (~963 † 1040) | Mauger de Normandie comte de Corbeil (~963 † 1040) | Mauger de Normandie comte de Corbeil (~963 † 1040) | Mauger de Normandie comte de Corbeil (~963 † 1040) | Mauger de Normandie comte de Corbeil (~963 † 1040) | Mauger de Normandie comte de Corbeil (~963 † 1040) |                                                |                                                |                                                |                                                |                                                |                                                | Germaine comtesse de Corbeil    | Germaine comtesse de Corbeil    | Germaine comtesse de Corbeil  | Germaine comtesse de Corbeil  | Germaine comtesse de Corbeil        | Germaine comtesse de Corbeil        |                                                        |                                                        |                                                        |                                                        |                                                        |                                                        |                      |                      |                      |                      |                              |                              |                              |                              |                              |                              |                                                     |                                                     |                                                     |                                                     |                                                     |                                                     |
| Mauger de Normandie comte de Corbeil (~963 † 1040) | Mauger de Normandie comte de Corbeil (~963 † 1040) | Mauger de Normandie comte de Corbeil (~963 † 1040) | Mauger de Normandie comte de Corbeil (~963 † 1040) | Mauger de Normandie comte de Corbeil (~963 † 1040) | Mauger de Normandie comte de Corbeil (~963 † 1040) |                                                |                                                |                                                |                                                |                                                |                                                | Germaine comtesse de Corbeil    | Germaine comtesse de Corbeil    | Germaine comtesse de Corbeil  | Germaine comtesse de Corbeil  | Germaine comtesse de Corbeil        | Germaine comtesse de Corbeil        |                                                        |                                                        |                                                        |                                                        |                                                        |                                                        |                      |                      |                      |                      |                              |                              |                              |                              |                              |                              |                                                     |                                                     |                                                     |                                                     |                                                     |                                                     |
|                                                    |                                                    |                                                    |                                                    |                                                    |                                                    |                                                |                                                |                                                |                                                |                                                |                                                |                                 |                                 |                               |                               |                                     |                                     |                                                        |                                                        |                                                        |                                                        |                                                        |                                                        |                      |                      |                      |                      |                              |                              |                              |                              |                              |                              |                                                     |                                                     |                                                     |                                                     |                                                     |                                                     |
|                                                    |                                                    |                                                    |                                                    |                                                    |                                                    | Guillaume comte de Corbeil (~998 † après 1067) |                                                |                                                |                                                |                                                |                                                |                                 |                                 |                               |                               |                                     |                                     |                                                        |                                                        |                                                        |                                                        |                                                        |                                                        |                      |                      |                      |                      |                              |                              |                              |                              |                              |                              |                                                     |                                                     |                                                     |                                                     |                                                     |                                                     |
|                                                    |                                                    |                                                    |                                                    |                                                    |                                                    |                                                |                                                |                                                |                                                |                                                |                                                |                                 |                                 |                               |                               |                                     |                                     |                                                        |                                                        |                                                        |                                                        |                                                        |                                                        |                      |                      |                      |                      |                              |                              |                              |                              |                              |                              |                                                     |                                                     |                                                     |                                                     |                                                     |                                                     |
|                                                    |                                                    |                                                    |                                                    |                                                    |                                                    | Renaud comte de Corbeil (~1020)                |                                                |                                                |                                                |                                                |                                                |                                 |                                 |                               |                               |                                     |                                     |                                                        |                                                        |                                                        |                                                        |                                                        |                                                        |                      |                      |                      |                      |                              |                              |                              |                              |                              |                              |                                                     |                                                     |                                                     |                                                     |                                                     |                                                     |
|                                                    |                                                    |                                                    |                                                    |                                                    |                                                    |                                                |                                                |                                                |                                                |                                                |                                                |                                 |                                 |                               |                               |                                     |                                     |                                                        |                                                        |                                                        |                                                        |                                                        |                                                        |                      |                      |                      |                      |                              |                              |                              |                              |                              |                              |                                                     |                                                     |                                                     |                                                     |                                                     |                                                     |
|                                                    |                                                    |                                                    |                                                    |                                                    |                                                    | Alix (Adélaïde) (de Crécy) comtesse de Corbeil | Alix (Adélaïde) (de Crécy) comtesse de Corbeil | Alix (Adélaïde) (de Crécy) comtesse de Corbeil | Alix (Adélaïde) (de Crécy) comtesse de Corbeil | Alix (Adélaïde) (de Crécy) comtesse de Corbeil | Alix (Adélaïde) (de Crécy) comtesse de Corbeil |                                 |                                 |                               |                               |                                     |                                     | Bouchard II (de Montmorency) comte de Corbeil († 1073) | Bouchard II (de Montmorency) comte de Corbeil († 1073) | Bouchard II (de Montmorency) comte de Corbeil († 1073) | Bouchard II (de Montmorency) comte de Corbeil († 1073) | Bouchard II (de Montmorency) comte de Corbeil († 1073) | Bouchard II (de Montmorency) comte de Corbeil († 1073) |                      |                      |                      |                      |                              |                              |                              |                              |                              |                              |                                                     |                                                     |                                                     |                                                     |                                                     |                                                     |
|                                                    |                                                    |                                                    |                                                    |                                                    |                                                    | Alix (Adélaïde) (de Crécy) comtesse de Corbeil | Alix (Adélaïde) (de Crécy) comtesse de Corbeil | Alix (Adélaïde) (de Crécy) comtesse de Corbeil | Alix (Adélaïde) (de Crécy) comtesse de Corbeil | Alix (Adélaïde) (de Crécy) comtesse de Corbeil | Alix (Adélaïde) (de Crécy) comtesse de Corbeil |                                 |                                 |                               |                               |                                     |                                     | Bouchard II (de Montmorency) comte de Corbeil († 1073) | Bouchard II (de Montmorency) comte de Corbeil († 1073) | Bouchard II (de Montmorency) comte de Corbeil († 1073) | Bouchard II (de Montmorency) comte de Corbeil († 1073) | Bouchard II (de Montmorency) comte de Corbeil († 1073) | Bouchard II (de Montmorency) comte de Corbeil († 1073) |                      |                      |                      |                      |                              |                              |                              |                              |                              |                              |                                                     |                                                     |                                                     |                                                     |                                                     |                                                     |
|                                                    |                                                    |                                                    |                                                    |                                                    |                                                    |                                                |                                                |                                                |                                                |                                                |                                                |                                 |                                 |                               |                               |                                     |                                     |                                                        |                                                        |                                                        |                                                        |                                                        |                                                        |                      |                      |                      |                      |                              |                              |                              |                              |                              |                              |                                                     |                                                     |                                                     |                                                     |                                                     |                                                     |
|                                                    |                                                    |                                                    |                                                    |                                                    |                                                    |                                                |                                                |                                                |                                                |                                                |                                                |                                 |                                 |                               |                               |                                     |                                     |                                                        |                                                        |                                                        |                                                        |                                                        |                                                        |                      |                      |                      |                      |                              |                              |                              |                              |                              |                              |                                                     |                                                     |                                                     |                                                     |                                                     |                                                     |
|                                                    |                                                    |                                                    |                                                    |                                                    |                                                    |                                                |                                                | Eudes comte de Corbeil († 1112)                | Eudes comte de Corbeil († 1112)                | Eudes comte de Corbeil († 1112)                | Eudes comte de Corbeil († 1112)                | Eudes comte de Corbeil († 1112) | Eudes comte de Corbeil († 1112) |                               |                               | Alix (Adélaïde) comtesse de Corbeil | Alix (Adélaïde) comtesse de Corbeil | Alix (Adélaïde) comtesse de Corbeil                    | Alix (Adélaïde) comtesse de Corbeil                    | Alix (Adélaïde) comtesse de Corbeil                    | Alix (Adélaïde) comtesse de Corbeil                    |                                                        |                                                        |                      |                      |                      |                      | Érard III du Puiset († 1099) | Érard III du Puiset († 1099) | Érard III du Puiset († 1099) | Érard III du Puiset († 1099) | Érard III du Puiset († 1099) | Érard III du Puiset († 1099) |                                                     |                                                     |                                                     |                                                     |                                                     |                                                     |
|                                                    |                                                    |                                                    |                                                    |                                                    |                                                    |                                                |                                                | Eudes comte de Corbeil († 1112)                | Eudes comte de Corbeil († 1112)                | Eudes comte de Corbeil († 1112)                | Eudes comte de Corbeil († 1112)                | Eudes comte de Corbeil († 1112) | Eudes comte de Corbeil († 1112) |                               |                               | Alix (Adélaïde) comtesse de Corbeil | Alix (Adélaïde) comtesse de Corbeil | Alix (Adélaïde) comtesse de Corbeil                    | Alix (Adélaïde) comtesse de Corbeil                    | Alix (Adélaïde) comtesse de Corbeil                    | Alix (Adélaïde) comtesse de Corbeil                    |                                                        |                                                        |                      |                      |                      |                      | Érard III du Puiset († 1099) | Érard III du Puiset († 1099) | Érard III du Puiset († 1099) | Érard III du Puiset († 1099) | Érard III du Puiset († 1099) | Érard III du Puiset († 1099) |                                                     |                                                     |                                                     |                                                     |                                                     |                                                     |
|                                                    |                                                    |                                                    |                                                    |                                                    |                                                    |                                                |                                                |                                                |                                                |                                                |                                                |                                 |                                 |                               |                               |                                     |                                     |                                                        |                                                        |                                                        |                                                        |                                                        |                                                        |                      |                      |                      |                      |                              |                              |                              |                              |                              |                              |                                                     |                                                     |                                                     |                                                     |                                                     |                                                     |
|                                                    |                                                    |                                                    |                                                    |                                                    |                                                    |                                                |                                                |                                                |                                                |                                                |                                                |                                 |                                 |                               |                               |                                     |                                     |                                                        |                                                        |                                                        |                                                        | Hugues III du Puiset comte de Corbeil († 1132)         |                                                        |                      |                      |                      |                      |                              |                              |                              |                              |                              |                              |                                                     |                                                     |                                                     |                                                     |                                                     |                                                     |